# Władimir Sacharow
Władimir Wiktorowicz Sacharow (ur. 20 maja 1853, zm. sierpień 1920 w pobliżu Karasu – Bazar, Krym) – rosyjski wojskowy, generał kawalerii.

## Życiorys
Pochodził z rodziny szlacheckiej. Ukończył 2 Moskiewski Korpus Kadetów i 1 Pawłowską Szkołę Oficerską. Oficer od 1871. Następnie ukończył Nikołajewską Akademię Sztabu Generalnego w 1878. Służył w sztabach 16 Dywizji Piechoty, w adiutanturze Armii. Uczestnik wojny rosyjsko-tureckiej 1877-78, służył w Szkole Piechoty Junkrów w Rydze, w Konstantynowskiej Szkole Oficerskiej, w Oficerskiej Szkole Kawalerii. Od kwietnia 1886 komendant Jelizawietgrodzkiej Szkoły Kawalerii Junkrów. Od 6 stycznia 1891 szef sztabu 14 Dywizji Piechoty, od 18 marca 1891 szef sztabu Twierdzy Kronsztadzkiej.
Od maja 1893 dowódca 38 Władimirowskiego pułku dragonów, od 12 listopada 1897 szef sztabu 5 Korpusu Armijnego (KA), od 30 lipca 1899 szef sztabu Samodzielnego Korpusu Straży Granicznej. W czasie wojny rosyjsko chińskiej 1900-01 dowódca Wojsk Północnej Mandżurii, od 16 lutego 1901 dowódca Amurskiego Oddziału Straży Granicznej, od maja 1901 dowódca 4 Dywizji Piechoty, od 29 listopada 1903 dowódca 1 Syberyjskiego KA. W wojnie rosyjsko-japońskiej 1904-05 od 5 kwietnia 1904 szef sztabu polowego Armii Mandżurskiej, po bitwie nad Sha He od 18 listopada 1904 szef sztabu naczelnego dowódcy Wojsk Lądowych i Morskich na Dalekim Wschodzie. Wyróżniony złotą bronią z brylantami. Po bitwie pod Mukdenem 17 marca 1905 odwołany ze stanowiska i wyznaczony członkiem Aleksandrowskiego Komitetu Rannych. Od stycznia 1906 w dyspozycji naczelnego dowódcy Wojsk Lądowych i Morskich działających przeciw Japonii. Od 13 kwietnia 1906 w Sztabie Głównym Imperium Rosyjskiego, od 11 października 1906 dowódca 7 KA. 13 kwietnia 1908 mianowany generałem kawalerii.
W grudniu 1912 dowódca 11 KA, na czele którego rozpoczął I wojnę światową w składzie 3 Armii. Uczestnik bitwy galicyjskiej, bitwy pod Rawą Ruską, bitwy pod Gorlicami, natarcia wojsk rosyjskich zakończonej jesienią 1915 osiągnięciem rubieży Pińsk – Dyneburg – Ryga. Za zasługi bojowe wyróżniony orderem św. Jerzego 4 stopnia.
W okresie sierpień – wrzesień 1915 generał gubernator guberni orenburskiej i ataman Wojsk Kozackich. Od 25 października 1915 dowódca 11 Armii w składzie Frontu Południowo-Zachodniego. W maju 1916 11 Armia brała udział w przygotowaniu natarciu na Dubno – Brody – Złoczów i dalej na Rawę Ruską i Lwów. 4 czerwca 11 Armia przeszła do natarcia. Na początku lipca gen. Sacharow otrzymał zadanie nacierania w kierunku Brody – Lwów. Natarcie rozpoczął 14 lipca. W walkach na rz. Styr 16-17 lipca odniósł zwycięstwo nad niemiecką Grupą Operacyjną gen. Georga von der Marwitha, odrzucił 1 Armię Austro-węgierską. W walkach nad rz. Styr 11 Armia wzięła do niewoli 13 tys. żołnierzy i zdobyła 30 dział. 20 lipca 11 Armia odrzuciła przeciwnika za rz. Lipa i wzięła do niewoli 11 tys. żołnierzy i zdobyła 10 dział. 25 lipca Sacharow forsował rz. Słoniewkę. w walkach pod Brodami wziął 11 tys. jeńców i zdobył 9 dział. Po tych walkach 1 Armia Austro-węgierska była rozformowana. Na jej miejsce z Litwy ściągnięto niemiecki 1 KA. Zgodnie z planem gen. Brusiłowa 5 sierpnia 1916 Armia Sacharowa rozpoczęła nowe natarcie. W walkach pod Lwowem wzięła do niewoli 14 tys. jeńców i zdobyła 6 dział. 4 września natarcie Armii było zatrzymane ze względu na odniesione straty. Armia została wsparta 3 Kaukaskim KA z rezerwy Frontu Zachodniego. 16 września przeszła do natarcia, lecz zostało ono zatrzymane. W listopadzie 1916 po nieudanych działaniach w Dobrudży gen. A. Zajączkowskiego Sacharow został wysłany do Rumunii. Pod jego kierownictwem była tworzona Armia Dunajska, która wcieliła Armię Dobrudzką i korpusy z Frontu Północnego i Frontu Północno-Zachodniego. Po zajęciu przez wojska niemieckie Bukaresztu i rozbiciu wojsk rumuńskich został utworzony Front Rumuński. 12 grudnia 1916 gen. Sacharow został wyznaczony na pomocnika naczelnego dowódcy Frontu księcia Ferdynanda I. W skład Frontu weszła 9 Armia gen. P. A. Leczyckiego i 6 armia gen. A. A. Curikowa – w którą weszły wojska byłej Armii Dunajskiej. W końcu 1916 wojska Frontu Rumuńskiego odeszły za rz. Seret. 7 stycznia 1917 działania Frontu Rumuńskiego (ok. 500 tys. żołnierzy) zostały zatrzymane. Front zajął pozycje na linii: Bukowina – Karpaty Mołdawskie, rzeki Seret i Dunaj. W czasie opracowywania planów wojny na 1917 Front Rumuński otrzymał zadanie wzięcia w kleszcze wojsk austro-węgierskich w rej. Fokszany.
2 marca 1917 gen. Sacharow otrzymał od gen. Michaiła Aleksiejewa prośby o wsparcie wystąpienia generałów do cara Mikołaja II o abdykację. Zażądał, aby przedstawiono mu odpowiedzi pozostałych wyższych dowódców zaangażowanych w tę sprawę. Po zaznajomieniu się z opiniami, wysłał 2 marca telegram do gen. Nikołaja Ruzskiego, aby ten przekazał go imperatorowi.
Po rewolucji lutowej 1917 gen. Sacharow 2 kwietnia 1917 był odsunięty od dowodzenia Frontem rumuńskim i pozostał członkiem Aleksandrowskiego Komitetu Rannych. Pozostał w Rumunii. Później wyjechał na południe Rosji.
W czasie wojny domowej w 1918 był na Krymie. W 1920 został tam schwytany i rozstrzelany przez jedną z Zielonych Armii.